# 斯文·托雷尔
斯文·托雷尔（瑞典語：Sven Thorell，1888年2月18日—1974年4月29日），瑞典男子帆船运动员。他曾代表瑞典参加1928年和1932年夏季奥林匹克运动会帆船比赛，其中1928年奥运会获得一枚金牌。